# Gioia di vivere (film 1945)
Gioia di vivere (Forever Yours) è un film del 1945, diretto da William Nigh.

## Trama
Durante la seconda guerra mondiale, una giovane ragazza benestante si prodiga per assistere ai soldati, tramite varie iniziative di beneficenza, finché a causa un attacco di poliomielite non ne compromette l'uso delle gambe. Nonostante il supporto di vari medici la situazione pare senza rimedio, fino a quando un giovane medico militare appena tornato dal fronte si interessa al caso. Il giovane infatti sta facendo varie terapie per la riabilitazione dei soldati di ritorno dal fronte, e i buoni risultati lo spingono a provare le stesse cure anche per i malati di poliomielite.
Riesce infine a curare la giovane infermiera e a guarirla. Come ulteriore ricompensa per il successo nel finale del film sboccia anche l'amore tra i due protagonisti.